# Inglaterra en la Copa Mundial de Rugby de 2023
La Rosa fue una de las 20 naciones participantes de la Copa Mundial de Rugby de 2023, que se realizó en Francia por segunda vez.

## Preparación
El Torneo de las Seis Naciones 2023 fue la primera vez que Borthwick dirigió la selección, ya que asumió de urgencia tras la despedida del australiano Eddie Jones, y debido al poco tiempo del técnico: Inglaterra jugó cuatro pruebas de preparación.
En Cardiff inició cayendo 20–9 ante Gales y una semana después le ganó de local agónicamente 19–17. Tras la primera Borthwick anunció los 33 convocados y puso su renuncia a disposición de la RFU.
La agenda siguió en Dublín con una paliza de Irlanda por cinco tries y terminó en una derrota histórica por 22–30 contra Fiyi, en su despedida en el Estadio de Twickenham. No obstante, la Rosa fue la que llegó al mundial con más partidos en el año.

## Plantel
Borthwick (44 años), que fue subcampeón en Francia 2007, anunció la lista definitiva el 6 de agosto. Tiene como asistentes a: Tom Harrison (entrenador de scrum), Kevin Sinfield (entrenador de defensa), Richard Wigglesworth (entrenador de ataque) y Jonny Wilkinson (entrenador de patadas).
Las pruebas corresponden hasta antes del inicio del mundial y las edades a la fecha de la Final. En negrita los rugbistas titulares.
|                             | Jugador         | Edad    | Posición      | Pruebas | Equipo                |
| --------------------------- | --------------- | ------- | ------------- | ------- | --------------------- |
| Hookers y Pilares           |                 |         |               |         |                       |
| 3                           | Dan Cole        | 36 años | Pilar         | 100     | Leicester Tigers      |
|                             | Theo Dan        | 22 años | Hooker        | 1       | Saracens              |
|                             | Ellis Genge     | 28 años | Pilar         | 48      | Bristol Bears         |
| 2                           | Jamie George    | 33 años | Hooker        | 77      | Saracens              |
| 1                           | Joe Marler      | 33 años | Pilar         | 79      | Harlequins FC         |
|                             | Bevan Rodd      | 23 años | Pilar         | 3       | Sale Sharks           |
|                             | Kyle Sinckler   | 30 años | Pilar         | 62      | Bristol Bears         |
|                             | Will Stuart     | 27 años | Pilar         | 26      | Bath Rugby            |
|                             | Jack Walker     | 27 años | Hooker        | 2       | Harlequins FC         |
| Segundas líneas             |                 |         |               |         |                       |
|                             | Ollie Chessum   | 23 años | Segunda línea | 9       | Leicester Tigers      |
| 4                           | Maro Itoje      | 29 años | Segunda línea | 67      | Saracens              |
| 5                           | George Martin   | 22 años | Segunda línea | 3       | Leicester Tigers      |
|                             | David Ribbans   | 28 años | Segunda línea | 7       | Rugby Club Toulonnais |
| Alas y Octavos              |                 |         |               |         |                       |
| 7                           | Tom Curry       | 25 años | Ala           | 45      | Sale Sharks           |
| 8                           | Ben Earl        | 25 años | Octavo        | 15      | Saracens              |
| 6                           | Courtney Lawes  | 34 años | Ala           | 97      | Northampton Saints    |
|                             | Lewis Ludlam    | 27 años | Ala           | 20      | Northampton Saints    |
|                             | Sam Underhill   | 27 años | Ala           | 29      | Bath Rugby            |
|                             | Billy Vunipola  | 30 años | Octavo        | 68      | Saracens              |
|                             | Jack Willis     | 26 años | Ala           | 10      | Stade Toulousain      |
| Medios scrums               |                 |         |               |         |                       |
|                             | Danny Care      | 36 años | Medio scrum   | 87      | Harlequins FC         |
| 9                           | Alex Mitchell   | 26 años | Medio scrum   | 6       | Northampton Saints    |
|                             | Ben Youngs      | 34 años | Medio scrum   | 122     | Leicester Tigers      |
| Aperturas y Centros         |                 |         |               |         |                       |
| 10                          | Owen Farrell    | 32 años | Apertura      | 106     | Saracens              |
|                             | George Ford     | 30 años | Apertura      | 81      | Sale Sharks           |
|                             | Ollie Lawrence  | 24 años | Centro        | 11      | Bath Rugby            |
| 13                          | Joe Marchant    | 27 años | Centro        | 16      | Stade Français Paris  |
|                             | Marcus Smith    | 24 años | Centro        | 21      | Harlequins FC         |
| 12                          | Manu Tuilagi    | 32 años | Centro        | 51      | Sale Sharks           |
| Fullbacks y Wings           |                 |         |               |         |                       |
|                             | Henry Arundell  | 20 años | Fullback      | 7       | Racing 92             |
| 11                          | Elliot Daly     | 31 años | Wing          | 57      | Saracens              |
|                             | Max Malins      | 26 años | Wing          | 19      | Bristol Bears         |
| 14                          | Jonny May       | 33 años | Wing          | 72      | Gloucester Rugby      |
| 15                          | Freddie Steward | 22 años | Fullback      | 23      | Leicester Tigers      |
| Entrenador: Steve Borthwick |                 |         |               |         |                       |

## Participación
Inglaterra tiene su campamento base en Le Touquet-Paris-Plage e integró el grupo D con los Pumas, la difícil Japón, la debutante Chile y la físicamente dura Samoa. Ganó la zona venciendo a todos.
El partido debut fue contra Argentina, del técnico australiano Michael Cheika y los rugbistas: Julián Montoya (capitán), Matías Alemanno, la estrella Pablo Matera, Gonzalo Bertranou, el talentoso Santiago Carreras y Emiliano Boffelli. Pese a jugar con 14 hombres por una expulsión, Inglaterra pudo neutralizar a los Pumas con tres drops de Ford y triunfó 27–10.

### Fase final
Los cuartos de final los cruzaron ante Fiyi, segundos del Grupo C y verdugos de los Wallabies, del técnico Simon Raiwalui y los jugadores: Eroni Mawi, Albert Tuisue, Frank Lomani, el capitán Waisea Nayacalevu y Semi Radradra. Sin desenvolver ningún juego virtuoso, Inglaterra tuvo la paciencia para controlar la imprevisibilidad de los oceánicos y ganaron 30–24 dramáticamente.
La semifinal repetirá la Final de 2019 contra los reinantes campeones Springboks, vencedores de Francia en los cuartos, dirigidos por Jacques Nienaber y los alineados: Steven Kitshoff, Eben Etzebeth, el capitán Siya Kolisi, Cobus Reinach, Damian de Allende y la estrella Cheslin Kolbe.

## Legado
Alcanzar las semifinales le devolvió a la Rosa su estatus de «superpotencia», que se había difuminado con las promesas de Francia e Irlanda.
Fue el último mundial de Care, Cole, George, Lawes, Marler, May y Youngs. Todos ellos, salvo Care, obtuvieron en Japón 2019 el subcampeonato.
| Predecesor: Japón 2019 | Inglaterra en la Copa Mundial de Rugby Francia 2023 | Sucesor: Australia 2027 |